# Ajöss och tack för fisken
Ajöss och tack för fisken (So Long, and Thanks for All the Fish) är fjärde delen av Douglas Adams bokserie i totalt sex böcker som utgör Liftarens guide till galaxen.

## Handling
Arthur Dent återkommer till Jorden, som är mystiskt återuppstånden. Det har antytts att det var delfinerna som efter att ha lämnat planeten fullföljde mössens avtal med planetbyggarna från Magrathea och slutförde byggandet av Jorden, version 2, men i den femte och sista boken kommer ännu mer avancerade förklaringar till hur Jorden finns i vissa universa och saknas i andra.
Ett par månader har gått på denna upplaga av Jorden sedan vogonernas besök, och Arthur försöker förstå vad som hänt, och att gilla läget. Men redan första kvällen han återkom till Jorden mötte han den mystiska flickan Fenchurch, som verkar ha varit med om något som har koppling till hans egna äventyr i rymden. Han måste hitta henne igen...
Titeln syftar på delfinernas sista försök till meddelande till mänskligheten. Detta meddelande misstolkades tyvärr som "ett förbluffande läckert försök att göra en dubbel baklängessaltomortal genom en ring och samtidigt vissla på The Star-Spangled Banner".
Bokserien fortsätter med I stort sett menlös.